# 罗伯特·柯里
罗伯特·柯里（英語：Robert Curry，1882年8月14日—1944年11月12日），美国男子摔跤运动员。他曾代表美国参加1904年夏季奥林匹克运动会摔跤比赛，获得男子自由式轻蝇量级金牌。